# 적개공신논상록권
적개공신논상록권(敵愾功臣論賞錄券)은 대한민국 경상북도 경주시 강동면 양동리에 있는 논상록권이다. 1972년 12월 29일 경상북도의 유형문화재 제13호로 지정되었다.

## 개요
공신록권은 나라에 공이 있는 인물에게 공신으로 임명하는 증서를 말한다. 이 녹권은 조선 세조 13년(1467)에 이시애의 난을 평정한 공으로 문신 손소(1433∼1484)에게 내린 적개공신논상록권이다.
손소는 세조 5년(1459)에 문과에 급제한 후 주부, 병조좌랑을 역임하였으며, 세조 13년(1467)에 길주에서 이시애가 난을 일으키자 종사관으로 출전, 공을 세움으로써 적개공신 2등에 올랐다. 그 후 내섬시정, 성주목사, 공조참의를 거쳐 안동목사, 진주목사를 지냈다. 시호는 양민이며 글씨를 잘 썼다.
적개공신들에게 하사한 논상록권으로서 보관자에 의하면 현존하는 유일한 것이라고 한다. 이 녹권과 함께 세조가 내려준 벼루 옥연적과 구슬장식인 산호영락 그리고 상아가 새겨진 칼 등이 전해오고 있다.

## 같이 보기
- 손소

## 참고 자료
- 적개공신논상록권 - 국가유산청 국가유산포털